# 2-isopropilmalato sintasi
La 2-isopropilmalato sintasi è un enzima appartenente alla classe delle transferasi, che catalizza la seguente reazione:
acetil-CoA + 3-metil-2-ossobutanoato + H2O ⇄ (2S)-2-isopropilmalato + CoA
L'enzima ha bisogno di K+.